# Глушица
Глушица (пол. Głuszyca, нем. Wüstegiersdorf)  —  город  в Польше, входит в Нижнесилезское воеводство,  Валбжихский повят.  Имеет статус городско-сельской гмины. Занимает площадь 16,2 км². Население 7083 человек (на 2004 год).